# Аксёнов, Василий Павлович
Васи́лий Па́влович Аксёнов (20 августа 1932, Казань — 6 июля 2009, Москва) — русский писатель, драматург и сценарист, переводчик, педагог.
С 1980 года жил в США (где преподавал в университетах и работал радиожурналистом), в последние годы жизни — во Франции. Помимо прозы и драматургии писал сценарии к художественным фильмам, был соавтором группового авантюрного романа «Джин Грин — неприкасаемый», издал одну книгу на английском языке («Желток яйца», 1989) и переводил с этого языка.

## Биография

### Ранние годы
Василий Аксёнов родился 20 августа 1932 года в Казани, в семье Павла Васильевича Аксёнова (1899—1991) и Евгении Соломоновны Гинзбург (1904—1977). Был третьим, младшим ребёнком в семье (и единственным общим ребёнком родителей). Отец, Павел Васильевич, был председателем Казанского горсовета и членом бюро Татарского обкома КПСС. Мать, Евгения Соломоновна, работала преподавателем в Казанском педагогическом институте, затем заведовала отделом культуры газеты «Красная Татария». Впоследствии, пройдя сталинские лагеря, во времена разоблачения культа личности, Евгения Гинзбург стала автором книги воспоминаний «Крутой маршрут» — одной из первых книг-мемуаров об эпохе сталинских репрессий и лагерей, рассказавшей о восемнадцати годах, проведённых автором в тюрьме, колымских лагерях и ссылке.
В 1937 году, когда Василию Аксёнову не было ещё и пяти лет, оба родителя (сначала мать, а вскоре — и отец) были арестованы и осуждены на 10 лет тюрьмы и лагерей. Старших детей — сестру Майю (дочь П. В. Аксёнова) и Алёшу (сына Е. С. Гинзбург от первого брака) — забрали к себе родственники. Вася был принудительно отправлен в детский дом для детей заключённых (его бабушкам не разрешили оставить ребёнка у себя). В 1938 году брату П. Аксёнова — Андреяну Васильевичу Аксёнову удалось разыскать маленького Васю в детдоме в Костроме и взять его к себе. Вася жил в доме у Ксении Васильевны Аксёновой (его тётки по отцу) до 1948 года, пока его мать Евгения Гинзбург, выйдя в 1947 году из лагеря и проживая в ссылке в Магадане, не добилась разрешения на приезд Васи к ней на Колыму. Встречу с Васей Евгения Гинзбург описала в «Крутом маршруте».
Спустя много лет, в 1975 году, Василий Аксёнов описал свою магаданскую юность в автобиографическом романе «Ожог».
В 1956 году Аксёнов окончил 1-й Ленинградский медицинский институт и получил распределение в Балтийское морское пароходство, где должен был работать врачом на судах дальнего плавания. Несмотря на то, что его родители уже были реабилитированы, допуск ему так и не дали. В дальнейшем упоминалось, что Аксёнов работал карантинным врачом на Крайнем Севере, в Карелии, в Ленинградском морском торговом порту и в туберкулёзной больнице в Москве (по другим данным, был консультантом в Московском научно-исследовательском институте туберкулёза).

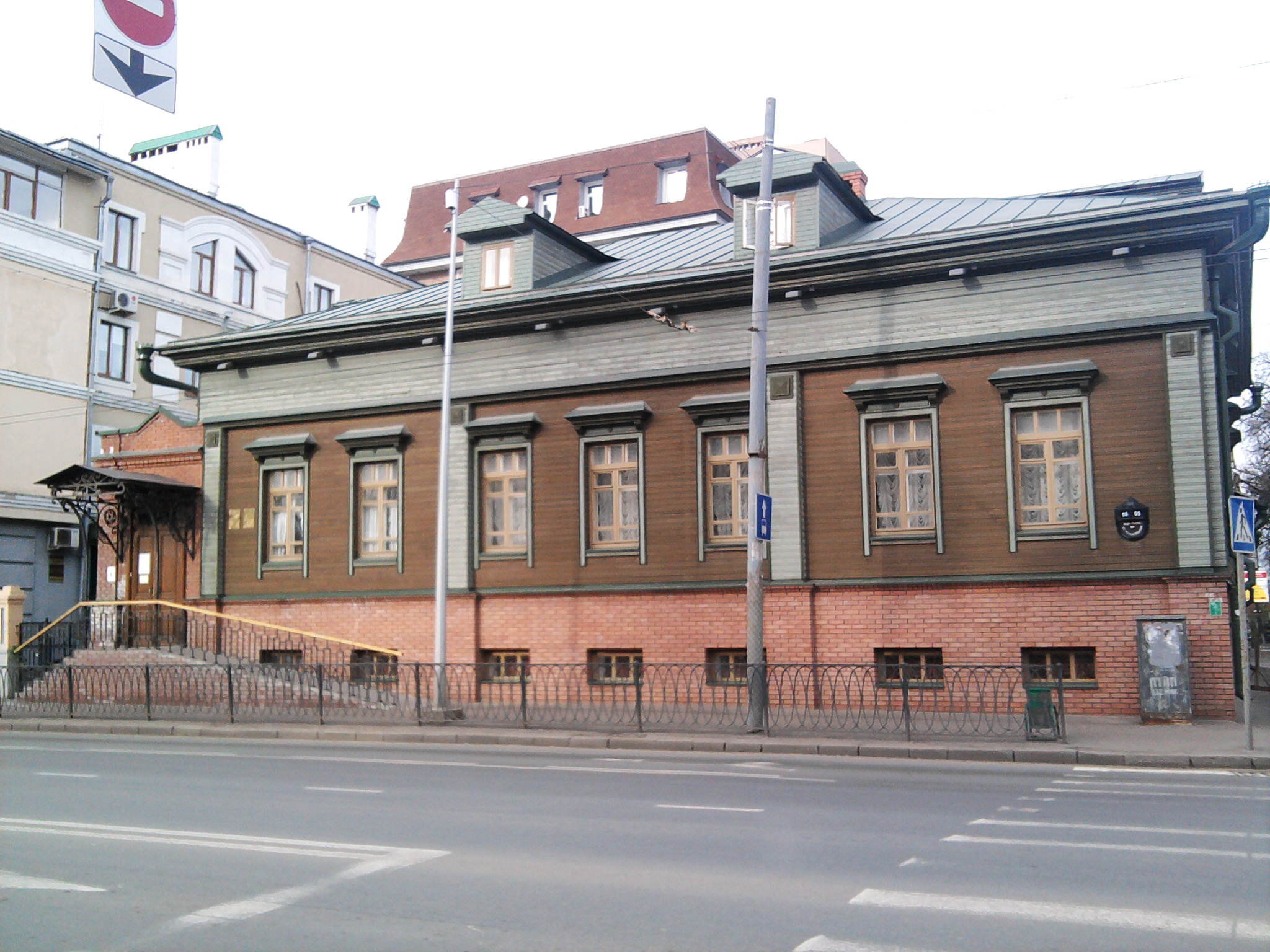
Дом № 55/31 по улице Карла Маркса в Казани, в котором Василий Аксёнов жил с 1938 по 1948 год

### Начало литературной деятельности
С 1960 года Василий Аксёнов — профессиональный литератор. Повесть «Коллеги» (написана в 1959 году; одноимённая пьеса совместно с Г. Стабовым, 1961; одноимённый фильм, 1962), романы «Звёздный билет» (написан в 1961 году; по нему снят фильм «Мой младший брат», 1962), повесть «Апельсины из Марокко» (1962), «Пора, мой друг, пора» (1963), сборники «Катапульта» (1964), «На полпути к Луне» (1966), пьеса «Всегда в продаже» (постановка театра «Современник», 1965); в 1968 году опубликована сатирико-фантастическая повесть «Затоваренная бочкотара». В 1964 году принял участие в написании коллективного детективного романа «Смеётся тот, кто смеётся», опубликованного в газете «Неделя».
В 1960-х годах произведения В. Аксёнова часто печатаются в журнале «Юность». В течение нескольких лет он является членом редколлегии журнала. В начале 70-х вышла в свет приключенческая дилогия для детей: «Мой дедушка — памятник» (1970) и «Сундучок, в котором что-то стучит» (1972).
К историко-биографическому жанру относится повесть о Леониде Красине «Любовь к электричеству» (1971), вышедшая в серии «Пламенные революционеры». Экспериментальное произведение «Поиски жанра» было написано в 1972 году (первая публикация в журнале «Новый мир»; в подзаголовке, указывающем на жанр произведения, также обозначено «Поиски жанра»).
В 1972 году Василий Аксёнов совместно с Овидием Горчаковым и Григорием Поженяном написал роман-пародию на шпионский боевик «Джин Грин — неприкасаемый» под псевдонимом Гривадий Горпожакс (комбинация имён и фамилий авторов).
В 1976 году перевёл с английского роман Э. Л. Доктороу «Рэгтайм».

### Общественная деятельность. Публикации за границей
Ещё в марте 1963 года на встрече с интеллигенцией в Кремле Никита Хрущёв подверг Аксёнова (вместе с Андреем Вознесенским) разгромной критике.
5 марта 1966 года Василий Аксёнов участвовал в попытке демонстрации на Красной площади в Москве против предполагаемой реабилитации Сталина и был задержан дружинниками. В 1967—1968 годах подписал ряд писем в защиту диссидентов, за что получил выговор с занесением в личное дело от Московского отделения Союза писателей СССР.
В 1970-е годы, после окончания «оттепели», произведения Аксёнова перестают публиковать на родине. Романы «Ожог» (1975) и «Остров Крым» (1977—1979, частично написанный во время пребывания в Коктебеле) с самого начала создавались автором без расчёта на публикацию. В это время критика в адрес Аксёнова и его произведений становилась всё более резкой: применялись такие эпитеты, как «несоветский» и «ненародный». 
В 1977—1978 годах произведения Аксёнова стали появляться за рубежом, прежде всего в США.
В 1978 году В. Аксёнов совместно с Андреем Битовым, Виктором Ерофеевым, Фазилем Искандером, Евгением Поповым и Беллой Ахмадулиной стал организатором и соавтором бесцензурного альманаха «Метрополь», так и не изданного в советской подцензурной печати. Альманах был издан в США. Все участники альманаха подверглись «проработкам». В знак протеста против последовавшего за этим исключения Попова и Ерофеева из Союза писателей СССР в декабре 1979 года Аксёнов, а также Инна Лиснянская и Семён Липкин, заявили о своём выходе из СП. История альманаха изложена в романе с ключом «Скажи „изюм“».

### В эмиграции
22 июля 1980 года выехал по приглашению в США, после чего был лишён советского гражданства. До 2004 года жил в США.
С 1981 года Василий Аксёнов — профессор русской литературы в различных университетах США: Университете Дж. Вашингтона (GWU) (1982—1983), Гаучер-колледже (Goucher College)(1983—1988), Университете Джорджа Мейсона (GMU) (1988—2008); он также был сотрудником (fellow) Института имени Джорджа Кеннана в Центре Вудро Вилсона в Вашингтоне.
В 1980—1991 годах в качестве журналиста активно сотрудничал с «Голосом Америки» и «Радио Свобода». Сотрудничал с журналом «Континент» и альманахом «Глагол». Аксёновские радиоочерки были опубликованы в авторском сборнике «Десятилетие клеветы» (2004).
В Соединённых Штатах вышли написанные Аксёновым в России, но впервые опубликованные лишь после приезда писателя в Америку романы «Золотая наша Железка» (1973, 1980), «Ожог» (1976, 1980), «Остров Крым» (1979, 1981), был издан сборник рассказов «Право на остров» (1981).
Кроме того, в США В. Аксёновым были написаны и изданы новые романы: «Бумажный пейзаж» (1982), «Скажи „изюм“» (1985), «В поисках грустного бэби» (1986), «Желток яйца» (1989, на английском), трилогия «Московская сага» (1989—1993), сборник рассказов «Негатив положительного героя» (1995), «Новый сладостный стиль» (1996) (посвящённый жизни советской эмиграции в США), «Кесарево свечение» (2000).
Впервые после девяти лет эмиграции Аксёнов посетил СССР в 1989 году. В 1990 году В. Аксёнову вернули советское гражданство.

### После 1991 года
В 1992 году Аксёнов активно поддержал гайдаровские реформы и некоторое время выражал осторожный оптимизм:

Чего мы хотим от этой страны, которую 70 лет оглушали потоками крови и лжи? Чтоб она за одну неделю превратилась в демократическую? Когда я сказал, что рад, что Гайдар дал хорошего пинка под зад матушке России, только после этого пинка она чуть-чуть очухалась и увидела, возможно, новые перспективы…
По трилогии «Московская сага» (1992) в России в 2004 году А. Барщевским был снят 24-серийный телевизионный сериал.
В 1993 году, во время разгона Верховного Совета, солидаризировался с подписавшими письмо в поддержку президента Ельцина.
С июня 1994 года был председателем редакционной коллегии Первого Русского Журнала для Мужчин «Андрей» в котором печатался с 1993 года (начиная с премьерного отрывка, тогда ещё не законченной «Московской саги», вышедшим под названием «Девочка для Берии» с иллюстрацией художников Комара и Меламида), сменив бывшего председателем редколлегии до него, умершего писателя Юрия Нагибина.

В 1995 году высказывался против политкорректности и мультикультурализма в США: 
Рухнула американская мечта о плавильном котле наций. Наблюдается диктатура меньшинств — тоталитаризм от противного… существует настоящий культ меньшинств. Я понимаю, что за ним стоит двухвековая демократическая традиция, но это другая крайность, для демократии самоубийственная. Принадлежность к сексуальному или национальному меньшинству не кажется мне какой-то доминантой личности.
В 2004 году в журнале «Октябрь» был опубликован роман «Вольтерьянцы и вольтерьянки», который удостоился Букеровской премии России.

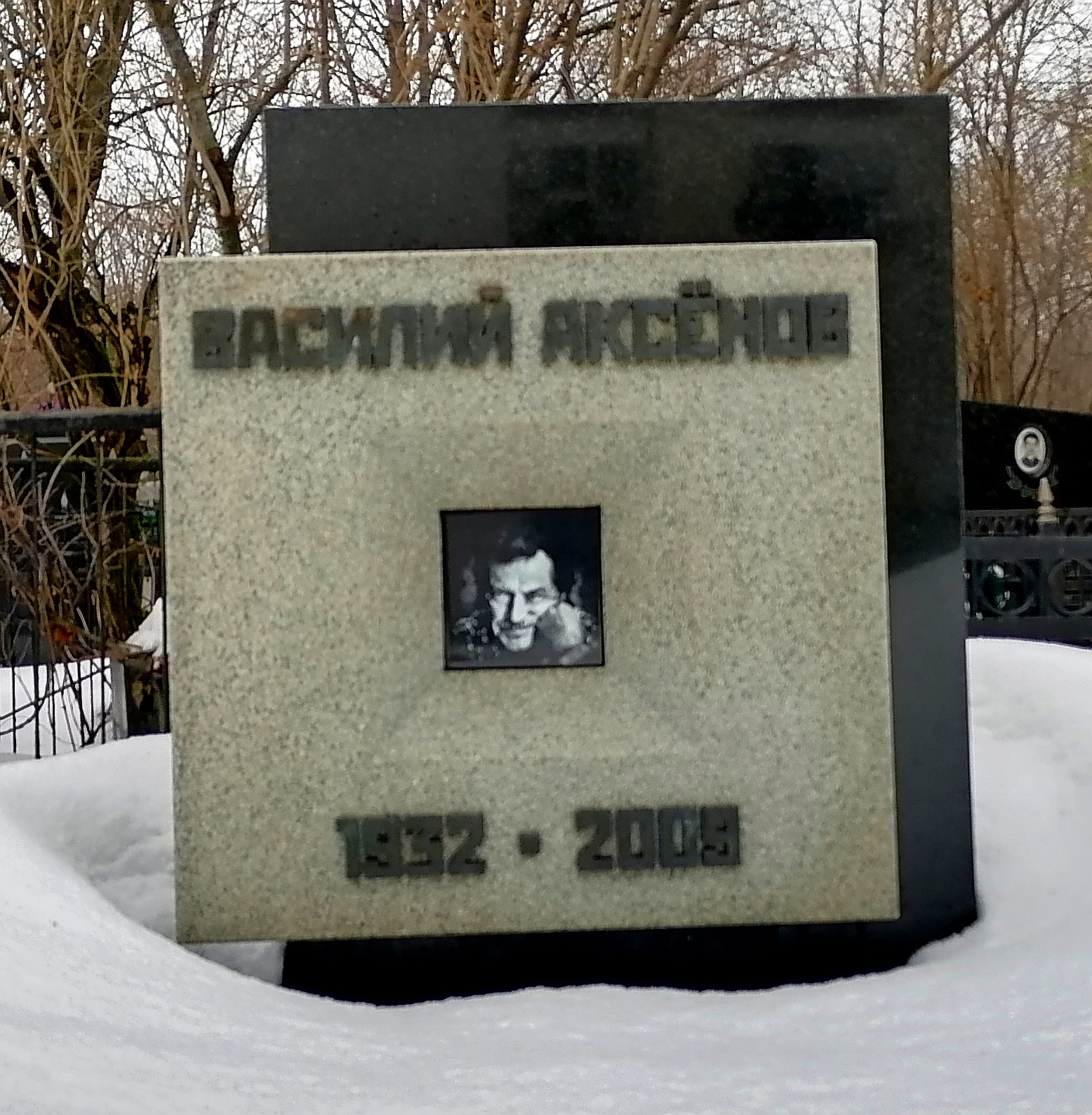
Могила Аксёнова на Ваганьковском кладбище

Книга воспоминаний «Зеница ока» (2005) носит характер личного дневника.
В 2007 году вышел в свет роман «Редкие земли».

### Болезнь и смерть
В июне 2007 года у Аксёнова обнаружили сердечную аритмию, он провёл некоторое время в специальном санатории в Барвихе, после чего был госпитализирован для установки кардиостимулятора.
15 января 2008 года в Москве Аксёнов потерял сознание за рулём автомобиля и был доставлен в больницу № 23, где диагностировали инсульт. В течение суток после госпитализации его перевели в НИИ имени Склифосовского, где сделали операцию по удалению тромба сонной артерии. После некоторого улучшения состояния Аксёнова 5 марта 2008 года перевели в НИИ имени Бурденко для проведения реабилитации. Из-за обширного поражения мозга и сопутствующих заболеваний (включая сахарный диабет) он более года оставался в тяжёлом состоянии с незначительной положительной динамикой. 25 февраля 2009 года его вновь перевели в НИИ имени Склифосовского из-за неожиданных осложнений в брюшной полости, потребовавших проведения операции. Его состояние после операции оценивалось как «весьма тяжёлое».
Скончался 6 июля 2009 года в НИИ имени Склифосовского, похоронен 9 июля 2009 года в Москве на аллее писателей Ваганьковского кладбища (25 уч.).

## Оценки коллег
«Аксёнов всегда был модным. Ему удалось то, о чём мечтают все писатели, — перешагнуть границу поколений. Он покорил всех — и романтических читателей журнала „Юность“, и бородатых диссидентов, и сегодняшнюю Россию» (Александр Генис).
Аксёнова в ту пору называли знатоком городского быта. «Есть „деревенщики“, а в городе он, Аксёнов». (Георгий Садовников. Мой одноклассник Вася / «Василий Аксёнов — одинокий бегун на длинные дистанции»).
«Аксёнов в Америке так и остался известным писателем для узкого круга. Подозреваю, что он хотел быть автором американского бестселлера и весьма огорчился, что ничего не получилось. По моему разумению, даже теоретически не могло получиться. Чтоб создать американский бестселлер, надо писать плохо и о глупостях. А вот этого Аксёнов, при всём старании, не сумеет». (Анатолий Гладилин. Аксёновская сага).
«Талантливый белоручка. Жизни не нюхал…» (Виль Липатов).
«Аксёнов — это свинг, свингующий ритм, раскачка, джаз и джазовая необязательность стиля». (Дмитрий Быков).
«Рядом с Аксёновым хотелось быть лихим бунтарём, космополитом, битником, стилягой. Казалось, что он вечный. На быстрой перемотке мелькнуло десятилетие суеты, когда Василий Палыч привычно был где-то на расстоянии звонка. В любой момент можно было снять трубку и набрать номер. В 2007 совсем рядом с пропастью смертельного расставания мы начали говорить о новой публикации. Аксёнов думал написать в „Андрее“ что-то детективное о соблазнах своего американского маршрута. Хотел снова сверкнуть нам блестящими созвездиями слов, блеснуть синими глазами с портрета автора, но не успел…» (Алексей Вейцлер).
Борис Акунин отмечал, что по итогам проведённого им в 2023 году опроса проза  В. Аксёнова не пользуется сегодня популярностью — и он (Аксёнов) практически забыт. https://www.youtube.com/watch?v=bpNFNjImW8w&t=1103s

## Награды, почётные звания, премии
- В США В. Аксёнову было присвоено почётное звание Doctor of Humane Letters. Он являлся членом ПЕН-клуба и Американской авторской лиги. Почётный член Российской академии художеств[22].
- 2004 — премия «Русский Букер» за роман «Вольтерьянцы и вольтерьянки».
- 2005 — Кавалер Ордена Искусств и литературы (Франция).
- 2007 — Медаль «В память 1000-летия Казани».
- 2007 — Лауреат Царскосельской художественной премии.

## Память
В Казани восстановлен дом, где в отрочестве жил писатель, и в ноябре 2009 года там создан Музей его творчества.
В октябре 2009 года был издан последний законченный роман Василия Аксёнова — «Таинственная страсть. Роман о шестидесятниках», отдельные главы которого публиковались в 2008 году в журнале «Коллекция каравана историй». Роман автобиографичен — его главными героями стали деятели советской литературы и искусства 1960-х: Роберт Рождественский, Евгений Евтушенко, Белла Ахмадулина, Андрей Вознесенский, Булат Окуджава, Андрей Тарковский, Владимир Высоцкий, Эрнст Неизвестный, Марлен Хуциев, Роман Кармен, Марина Влади, Юрий Нагибин и другие. Для дистанцирования от мемуарного жанра автор дал персонажам романа вымышленные имена. При этом имена были изменены так созвучно, чтобы все были легко узнаваемы. В 2015 году по мотивам этого романа режиссёром Владом Фурманом был снят сериал «Таинственная страсть», премьерный показ которого прошёл в ноябре 2016 года на «Первом канале».
В 2010 году вышел неоконченный автобиографический роман Аксёнова «Ленд-лизовские».
В Казани с 2007 года ежегодно в октябре проводится Международный литературно-музыкальный фестиваль Аксёнов-фест (первый прошёл при его личном участии), в 2009 году воссоздано здание и открыт литературный Дом-музей Аксёнова, в котором действует городской литературный клуб.
12 сентября 2015 года в Казани состоялось открытие после реконструкции Сада Аксёнова. Открытие именного сквера стало завершением Фестиваля «Аксёнов-фест». «Сад Аксёнова» начал свою работу с открытия памятного знака, посвящённого Василию Аксёнову. Этот знак представляет собой автопортрет автора, выполненный в карикатурном жанре, — так он подписывал свои рукописи.
3 сентября 2016 года в Саду Аксёнова появилась скульптурная композиция, посвящённая писателю.
В 2017 году к 85-летию Василия Аксёнова начал работать портал «Остров Аксёнов».

## Книги об Аксёнове
- 2011 — Александр Кабаков и Евгений Попов. «Аксёнов». Авторов крайне волнует вопрос «писательской судьбы», относящийся к хитросплетениям биографии, рождению большой Личности. Сверхзадача книги — противостоять искажению фактов в угоду той или иной конъюнктуре[27].
- 2012 — Виктор Есипов. «Об утраченном времени».
- 2012 — Дмитрий Петров. «Аксенов». — М.: Молодая гвардия, 2012. — (Жизнь замечательных людей).
- 2012 — Дмитрий Петров. «Василий Аксенов. Сентиментальное путешествие». — М.: Эксмо, 2012.
- 2012 — «Василий Аксёнов — одинокий бегун на длинные дистанции»: Сб. / Под редакцией Виктора Есипова. В сборник вошли воспоминания современников о писателе, часть его переписки и интервью[28][29].
- 2016 — Виктор Есипов. «Четыре жизни Василия Аксёнова».

## Исследования творчества В. П. Аксёнова
- 1998 — Торунова Галина Михайловна. Эволюция героя и жанра в творчестве Василия Аксёнова: От прозы к драматургии. Диссертация на соискание учёной степени кандидата филологических наук.
- 2005 — Карлина Наталия Николаевна. Миф Америки в американской и русской литературе второй половины XX века: Э. Л. Доктороу и В. Аксёнов. Диссертация на соискание учёной степени кандидата филологических наук.
- 2006 — Маликова Татьяна Александровна. Творчество В. Аксёнова 1960—1990-х годов в англоязычном литературоведении и критике. Диссертация на соискание учёной степени кандидата филологических наук.
- 2006 — Попов Илья Владимирович. Художественный мир произведений Василия Аксёнова. Диссертация на соискание учёной степени кандидата филологических наук.
- 2007 — Чернышенко Ольга Васильевна. Романы В. П. Аксёнова: жанровое своеобразие, проблема героя и особенности авторской философии. Диссертация на соискание учёной степени кандидата филологических наук.
- 2009 — Барруэло-Гонзалез Елена Юрьевна. Роман В. П. Аксёнова «Московская сага». Проблема жанра. Диссертация на соискание учёной степени кандидата филологических наук.
- 2009 — Щеглов Юрий Константинович. «Затоваренная бочкотара» Василия Аксёнова.
- 2011 — Аксёнова Виолетта Владимировна. Жанровое своеобразие прозы В. Аксёнова 1960—1970-х гг. Диссертация на соискание учёной степени кандидата филологических наук.

## Семья
- Единокровная сестра (по отцу) — Майя Павловна Аксёнова (1925—2010), педагог-методист, автор методических и учебных пособий по преподаванию русского языка.
- Единоутробный брат (по матери) — Алексей Дмитриевич Фёдоров (1926—1942), погиб во время Ленинградской блокады.
- Названная сестра (приемная дочь матери) — актриса Антонина Павловна Аксёнова (1946—2024).
- Первая жена — Кира Людвиговна Менделева (1934—2013), дочь комбрига Лайоша (Людвига Матвеевича) Гавро[источник не указан 1943 дня] и выпускницы Академии механизации и моторизации Красной Армии, заместителя командира танковой части, подполковника[30][31][32] Берты Ионовны Менделевой (1909 — после 1996)[33]; внучатая племянница[нет в источнике] известного педиатра и организатора здравоохранения Юлии Ароновны Менделевой (1883—1959)[34], основателя и первого ректора Ленинградского педиатрического медицинского института.
  - Сын — Алексей Васильевич Аксёнов (род. 1960), художник-постановщик.
- Вторая жена — Майя Афанасьевна Аксёнова (1930—2014), урождённая Змеул, — дочь номенклатурного работника Афанасия Андреевича Змеула, который в конце жизни возглавлял внешнеторговое объединение «Международная книга». В первом браке Овчинникова[35], во втором браке замужем за Р. Л. Карменом, окончила Всесоюзную академию внешней торговли, работала в Торговой палате, в США преподавала русский язык.
  - Падчерица, дочь Майи Аксёновой — Елена (Алёна) Морисовна Гринберг (1954—2008)[36][37], в первом браке замужем за Вадимом Труниным.

## Адреса в Москве
- До 1963 года — Метростроевская улица (Остоженка), д. 6.
- С 1963 года жил с семьёй в ЖСК «Советский писатель» на 2-й Аэропортовской улице (с 1969 г. Красноармейская улица): сначала в д. 16, корпус 3 (ныне д. 23)[38], с 1967 года — в д. 21[39]. 15 августа 2022 года на доме номер 21 открыта мемориальная доска, посвящённая писателю. Автор эскиза — художник Борис Мессерер[40].
- С 1978 по 1980 год жил в сталинской высотке на Котельнической набережной  в квартире Р. Л. Кармена после его смерти, женившись после долгого романа на его вдове. В 1992 году по возвращении из США получил ордер на другую квартиру в боковом секторе этого же дома[41].

## Избранные работы

### Проза
- 1958 — «Полторы врачебные единицы» (рассказ)
- 1959 — «Коллеги» (повесть), экранизация «Коллеги» (1962)
- 1961 — «Звёздный билет» (роман), экранизация «Мой младший брат» (1962)
- 1962 — «Апельсины из Марокко» (повесть)
- 1963 — «Пора, мой друг, пора» (повесть)
- 1964 — «Катапульта» (повесть и рассказы)
- 1965 — «Победа» (рассказ с преувеличениями)
- 1965 — «Жаль, что вас не было с нами» (повесть), «Стальная птица» (повесть с отступлениями и соло для корнета)
- 1966 — «На полпути к Луне» (книга рассказов)
- 1968 — «Затоваренная бочкотара» (повесть), спектакль в Московском театре-студии «Табакерка»
- 1969 — «Любовь к электричеству» (повесть о Л. Б. Красине)
- 1969 — «Мой дедушка — памятник» (повесть)
- 1971 — «Рассказ о баскетбольной команде, играющей в баскетбол» (очерк)
- 1972 — «Поиски жанра» (поиски жанра)
- 1972 — «Джин Грин — неприкасаемый», в соавт. с Овидием Горчаковым и Григорием Поженяном
- 1973 — «Золотая наша Железка» (роман)
- 1975 — «Ожог» (роман)
- 1976 — «Сундучок, в котором что-то стучит» (повесть)
- 1976 — «Круглые сутки нон-стоп» (повесть)
- 1979 — «Остров Крым» (роман)
- 1982 — «Бумажный пейзаж» (роман)
- 1983 — «Скажи „изюм“» (роман)
- 1987 — «В поисках грустного бэби»
- 1989 — Yolk of the Egg (перевод на русский — «Желток яйца», 2002)[42]
- 1981 — «Свияжск» (повесть)
- 1992 — «Московская сага» (роман-эпопея), экранизация «Московская сага (телесериал)»
- 1996 — «Новый сладостный стиль» (роман)
- 2000 — «Кесарево свечение» (роман)
- 2004 — «Вольтерьянцы и вольтерьянки» (роман, премия «Русский Букер»)
- 2006 — «Москва Ква-Ква» (роман)
- 2007 — «Редкие земли» (роман)
- 2007 — «Таинственная страсть. Роман о шестидесятниках», экранизация «Таинственная страсть», (2016)
- 2008 — «Ленд-лизовские». (неоконченный роман)
- 2009 — «Логово льва. Забытые рассказы» (рассказы)
- 2014 — «Одно сплошное Карузо» (неизданные рассказы, эссе и дневники)
- 2015 — «Ловите голубиную почту» (письма 1940—1990 гг.)
- 2017 — «Остров личность» (очерки и публицистика)

### Сценарии к фильмам
- 1962 год — Когда разводят мосты
- 1962 год — Коллеги
- 1962 год — Мой младший брат
- 1966 год — Путешествие (киноальманах)
- 1967 год — Бурная жизнь на юге
- 1970 год — Хозяин
- 1972 год — Мраморный дом
- 1975 год — Центровой из поднебесья
- 1978 год — Пока безумствует мечта
- 2008 год — Татьяна
- 2009 год — Шут

### Пьесы
- 1965 год — «Всегда в продаже»
- 1966 год — «Твой убийца»
- 1968 год — «Четыре темперамента»
- 1968 год — «Аристофаниана с лягушками»
- 1980 год — «Цапля»
- 1998 год — «Горе, горе, гореть»
- 1999 год — «Аврора Горелика»
- 2000 год — «Ах, Артур Шопенгауэр»

## Экранизации
- 1962 год — Коллеги
- 1962 год — Мой младший брат (по роману «Звёздный билет»)
- 1966 год — Путешествие (киноальманах по рассказам «Папа, сложи!», «Завтраки сорок третьего года», «На полпути к Луне»)
- 2004 год — Московская сага (сериал)
- 2016 год — Таинственная страсть (сериал)

### В переводах на другие языки

#### Переводы на греческий язык
- Βασίλι Αξιόνοφ. Οι ουρανοξύστες της Μόσχας [Аксёнов В.. Москва ква-ква : пер. на греч. Д. Триантафиллидиса]. — Афины: Кастаниотис, 2010. — ISBN 978-960-03-5029-6

### Произведения
- Журнальные публикации Василия Павловича Аксёнова на сайте «Журнальный зал».

### Интервью, статьи, фильмы
- «Москва-Ква-Ква»: новая сага о главном
- Василий Аксёнов. Хватит вилять хвостом Столичные новости, № 37, 2001 год
- Интервью с Василием Аксёновым журнал «Чайка»
- Василий Аксёнов: «Мои герои — это байрониты» Интервью журналу Rolling Stone
- Василий Аксёнов в передаче «Школа Злословия». Выпуск восемнадцатый. Дата выхода в эфир: 6 февраля 2005. Канал: НТВ
- Василий Аксенов. "Жаль, что вас не было с нами". Документальный фильм DvG-Studio, сентябрь 2021
- Визит пожилого джентльмена. Аксёнов-фест-2007 (недоступная ссылка) Документальный фильм. Празднование в октябре 2007 года в Казани 75-летия Василия Аксёнова.
- Василий Аксёнов: Майя — главная любовь Интервью «Комсомольской правде», 12 января 2008
- Писатель Василий Аксёнов: «У американцев своя версия обороны Севастополя» Повторная публикация интервью газете «Известия», январь 2008.
- Вечер Василия Аксёнова на «Живом ТВ» 2007 год.
- Александр Минчин «20 интервью», издательство «Изографус», Москва, 2001 г.
- Василий Аксёнов. «Жаль, что вас не было с нами». «Россия-1». 2009 год.

### Об Аксёнове и его произведениях, критика
- Аксёнов, Василий — статья в Лентапедии. 2012 год.
- Александр Тарасов. Фашизм в идеологии, ежовщина на практике. Именно это предлагает России бывший интеллигент Василий Аксёнов, http://scepsis.ru/library/?id=129
- Ю. В. Чекалин. Московская Сага о проигранной битве Советского Союза. Книга и сериал. о сериале «Московская Сага»
- Наш советский Керуак Александр Кабаков, интервью радио «Свобода», 05.03.2009
- Джазовый музыкант Алексей Козлов: «Аксёнов принадлежал к сообществу несогласных людей» (недоступная ссылка) интервью, Новые известия, 8 июля 2009
- Жаль, что вас не было с нами. Василий Аксёнов документальный фильм, канал «Россия», телеэфир — 9 июля 2009 года, день прощания с Василием Павловичем Аксёновым.
- Что оставил Аксёнов Александр Кабаков. Журнал «Огонёк» № 9 (5087), 13 июля 2009
- Певец сакса и секса Григорий Ревзин. Журнал «Власть» № 27 (830), 13 июля 2009
- «Я никогда не был диссидентом» Одно из последних интервью Василия Аксёнова. The New Times № 27, 13 июля 2009
- Хорошо, что вы были с нами…  (недоступная ссылка с 05-09-2013 [4353 дня] — история, копия) Дмитрий Быков о похоронах Василия Аксёнова. «Собеседник» № 26, 14 июля 2009
- Soviet Mammoth: Vasily Aksyonov, 1932—2009 Маргарита Меклина о Василии Аксёнове.
- Пусть говорят — Василий Аксёнов телепередача, эфир: Первый канал, 15 июля 2009 года. Гости студии: Виктор Ерофеев, Зоя Богуславская, Белла Ахмадулина, Борис Мессерер, Евгений Рейн, Марк Розовский, Михаил Веллер, Андрей Дементьев, Дмитрий Барщевский, Ольга Будина, Тамара Сёмина, Александр Миндадзе.
- «Только идиот мог обвинить Аксёнова, что он космополит. Он был настоящий патриот и даже консерватор!». Интервью Евгения Попова «Московскому книжному журналу».
- Евгений Ермолин Последние классики. М.: Совпадение, 2016 (журнальная версия: http://magazines.gorky.media/continent/2009/141/ee26.html
- «Нас с Аксёновым подружил Нью-Йорк». Журнал «Андрей» о своём авторе — статья главного редактора.